# Volano (Italia)
Volano (IPA: [/voˈlano/], Volam o 'Olam in dialetto trentino), è un comune italiano di 3 163 abitanti della provincia di Trento, situato nell'alta Vallagarina.

## Origini del nome
Il nome forse deriva dal latino abellana (nocciola), e si riferisce probabilmente ai noccioli che all'epoca crescevano nella zona. Secondo un'altra teoria - peraltro poco accreditata - il nome deriva dai patronimici latini Avolius, Bolanius o Volius.
Le prime citazioni di Volano sono di Paolo Diacono, in "Historia Longobardorum", nel 590 d.C. Vi sono poi documenti risalenti alla fine dell'anno 1100 dove il paese è chiamato Avolano o Avolani, andando così a confermare la prima teoria sull'origine del nome.
Altra ipotesi propende piuttosto per un'origine celtica, da Vo-Land, ovvero terra vicino al fiume. Tale teoria è supportata dal fatto che, fino a pochi secoli fa, il paese era lambito dalle anse del fiume Adige. Una denominazione analoga hanno due frazioni (Vo Destro e Vo Sinistro) del vicino comune di Avio, che sorgono ancora a ridosso del fiume.

## Storia

### Simboli
Stemma
Lo stemma è stato riconosciuto con D.C.G. del 15 maggio 1931.
Gonfalone

## Monumenti e luoghi d'interesse
- Chiesa della Purificazione di Maria, chiesa parrocchiale.
- Oratorio della Santissima Trinità, anche chiamato cappella della Confraternita. Si trova accanto alla chiesa della Purificazione di Maria.
- Chiesa di San Rocco, risalente al XIII secolo. È situata nella zona del Borgo, in via Roma, nella parte nord del paese. Fu costruita verso la seconda metà del Quattrocento e interamente affrescata sul finire di quel secolo e nei primi tre decenni del successivo. Le pitture rappresentano momenti salienti della vita di Gesù, di Maria e dei santi Rocco, Giorgio e Martino.
- Eremo di Santa Cecilia, di cui si trovano tracce in testi scritti a partire dal 1611, eretto prima come capitello, successivamente in romitorio e infine in una caratteristica chiesetta, è posto su una cengia nel cuore dello strapiombo, il "Cengio Rosso", che domina la Vallagarina a nord di Volano, sopra Castel Pietra; dalla sua posizione si gode un panorama della vallata sottostante.

## Società

### Evoluzione demografica
Abitanti censiti

## Cultura

### Eventi

#### Carnevale di Volano
Il carnevale a Volano è una ricorrenza molto importante e sentita dal paese. Si tiene dal Giovedì Grasso al Martedì Grasso. In quest'ultimo giorno vi è l'appuntamento più importante. Da 60 anni, infatti, si tiene la sfilata dei carri allegorici, tra le ultime rimaste nei carnevali trentini. I carri -solitamente cinque o sei- vengono preparati nei mesi precedenti da abitanti di Volano. La maggior parte degli artigiani dei carri è composta dai genitori dei bambini che frequentano scuole elementari, che andranno poi ad animare i carri, ma non mancano mai gruppi di goliardi che si cimentano. I temi scelti per sceneggiare i carri sono per lo più i cartoni animati o le favole, ma non mancano mai dei riferimenti scherzosi o satirici alla vita del paese. La sfilata si tiene nel primo pomeriggio dell'ultimo giorno del carnevale (il martedì grasso, appunto); per anni si tenne nel centro storico; dal 2005 è stata spostata in un quartiere di più recente costruzione, accanto alla scuola elementare.
Ogni anno, durante la manifestazione nella quale sfilano i carri allegorici, vengono venduti panini con carne di toro, le opfele e i classici gròstoi (dolci tipici del periodo di Carnevale).
Fin dalla prima edizione viene distribuita una rivista satirica chiamata La Zuca.

#### Memoriae - Terza di maggio
La manifestazione è stata creata attorno alla ricorrenza del voto civile e religioso alla Madonna (Maria Ausiliatrice), avvenuto durante la prima guerra mondiale. Si temeva infatti che il paese potesse venire evacuato al pari di altri comuni limitrofi, tra cui anche la vicina Rovereto, vicini al fronte tra Italia ed Impero austro-ungarico (di cui il Trentino faceva parte). Merito della mancata evacuazione, secondo i credenti, fu il voto alla Madonna.

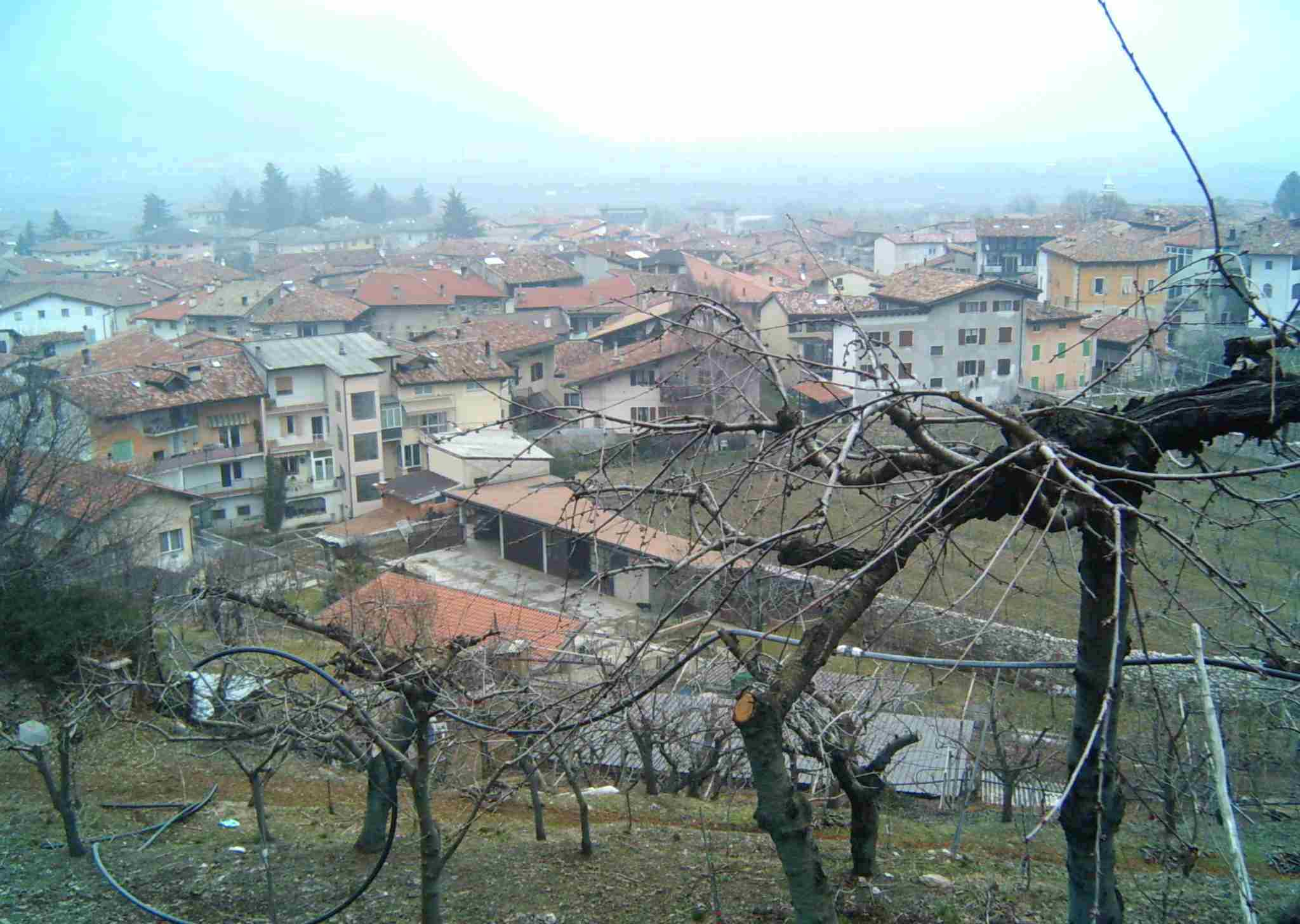
Volano vista da un dosso

Volano non fu l'unico paese a scampare all'evacuazione. Villa Lagarina, Nogaredo, Calliano, non furono sfollati, anche per garantire all'esercito un retroterra organizzativo, nonché possibile manodopera.
La festa affianca la memoria di quei tragici fatti (non a caso la manifestazione è stata battezzata Memoriae) ai momenti di allegria e di promozione turistica del territorio. La due giorni si conclude con un torneo tra i quattro rioni storici che compongono Volano (Corea, Borgo, Crosera e Piazota), seguito dalla messa e dai fuochi d'artificio.
Da notare che la Terza di maggio ha così per certi versi "soppiantato" le originali sagre storiche del paese, dedicate a san Rocco, il 16 agosto, e alla Purificazione di Maria, il 2 febbraio.

#### Pellegrinaggio all'eremo di Santa Cecilia
Il pellegrinaggio si svolge il 5 agosto di ogni anno, all'eremo. Il pellegrinaggio all'eremo rientrava infatti tra le processioni della popolazione di Volano, con cui si cercava di scongiurare la siccità che d'estate minacciava il raccolto. Il pellegrinaggio alla cappella di Santa Cecilia fu stabilito nel 1716, ma solo nel 1830 l'arciprete "canonizzò" la data del 5 agosto. Tale data coincide con quella del voto della vicina città di Rovereto (contro il possibile saccheggio da parte dei militari francesi, nel 1703), ma è solo un caso: il voto del 1830 non ha nulla a che vedere con gli eventi di oltre cent'anni prima, anche perché Volano non fu mai minacciata dall'invasione.
In data 4 agosto 2012 ad ore 21:00 un'altra frana, di minore entità rispetto a quella del 29 febbraio 2009, compromette l'accesso all'eremo.

#### La Magnalonga
La Magnalonga è una passeggiata gastronomica attraverso i vigneti della zona tra Volano e Calliano e Besenello. La manifestazione ha inizio al parco Legat di Volano e termina con l'arrivo a Castel Beseno, passando per il Dos dei Ovi e Castel Pietra. Il percorso ha una lunghezza di 6 km. Durante la passeggiata si incontrano vari stand, uno per ogni portata del pranzo, dove è possibile gustare piatti tipici trentini accompagnati da dell'ottimo vino locale.

## Economia

### Turismo
Essendo in posizione centrale tra Trento, Riva del Garda e Folgaria il paese permette un rapido collegamento tra queste zone, da una giornata sul lago di Garda a una passeggiata per le vie di Trento. L'inverno è possibile raggiungere facilmente Folgaria e Serrada per svolgere sport invernali (sci, pattinaggio su ghiaccio, ciaspolada).
Per quanto riguarda l'alloggio sono presenti a Volano tre bed and breakfast.

### Viticoltura
Volano è stata nominata Città del vino dall'omonima associazione vinicola dal 2000.
Tre zone del paese, in particolare, sono importanti per la produzione di vini del luogo.
- Ziresi (da ciliegie): situata nella zona nord dell'abitato, occupa la pianura al di sotto del ripido pendio del monte Finonchio ("Zengio Ros"). Viene prodotto il Marzemino, vino rosso autoctono.
- Praolini: situata nella parte collinare del paese verso la zona di Saltaria. Qui vengono prodotti in particolare vini bianchi derivati da Chardonnay o Traminer.
- Tomi del Adès: zona attigua agli abitati di Nomi e Calliano nei pressi del fiume Adige.

## Amministrazione
Volano appartiene alla comunità di valle denominata Comunità della Vallagarina.
| Periodo        | Periodo        | Primo cittadino          | Partito                                                            | Carica  | Note |
| -------------- | -------------- | ------------------------ | ------------------------------------------------------------------ | ------- | ---- |
| 21 giugno 1985 | 14 giugno 1990 | Enzo Pizzini             | Partito Socialista Italiano                                        | Sindaco |      |
| 14 giugno 1990 | 5 giugno 1995  | Luigina Tovazzi          | Democrazia Cristiana                                               | Sindaco |      |
| 5 giugno 1995  | 15 maggio 2000 | Luigina Tovazzi          | Lista civica Centro Autonomista Popolare                           | Sindaco |      |
| 15 maggio 2000 | 9 maggio 2005  | Francesco Matté          | Lista civica Centro Autonomista Popolare                           | Sindaco |      |
| 9 maggio 2005  | 17 maggio 2010 | Francesco Matté          | Lista civica Centro Autonomista Popolare                           | Sindaco |      |
| 17 maggio 2010 | 10 maggio 2015 | Francesco Matté          | Lista civica Centro Autonomista Popolare                           | Sindaco |      |
| 11 maggio 2015 | 4 ottobre 2020 | Maria Alessandra Furlini | Partito Democratico - Lista civica                                 | Sindaco |      |
| 4 ottobre 2020 | 18 maggio 2025 | Maria Alessandra Furlini | Partito Democratico - Lista civica                                 | Sindaco |      |
| 18 maggio 2025 | in carica      | Emanuele Volani          | Liste civiche Centro Autonomista Popolare e Civica Progetto Comune | Sindaco |      |

## Sport
A Volano sono presenti numerose società sportive riguardanti la ginnastica artistica, il tennis, lo sci, il ciclismo, il volley, la marcia, il motociclismo e il calcio.
- Trekking. Essendo situato alle pendici del monte Finonchio, da Volano è possibile raggiungere le zone vicine attraverso vari percorsi nel bosco, sia a piedi che in Mountain Bike.[11]
- Calcio. La squadra di calcio di Volano è l'U.S. Alta Vallagarina che nasce nel luglio del 2001, dalla fusione delle precedenti società: U.S. Calliano ed U.S. Volano. La suddetta società è stata cancellata ed è nata la società U.S. Nuova Alta Vallagarina.
- Pallavolo: il Volano Volley Asd è la società sportiva dilettantistica, nata nel 1992, che promuove le attività pallavolistiche nel comune. Dal 2018 partecipa al campionato nazionale di Serie B1[12]

## Galleria d'immagini

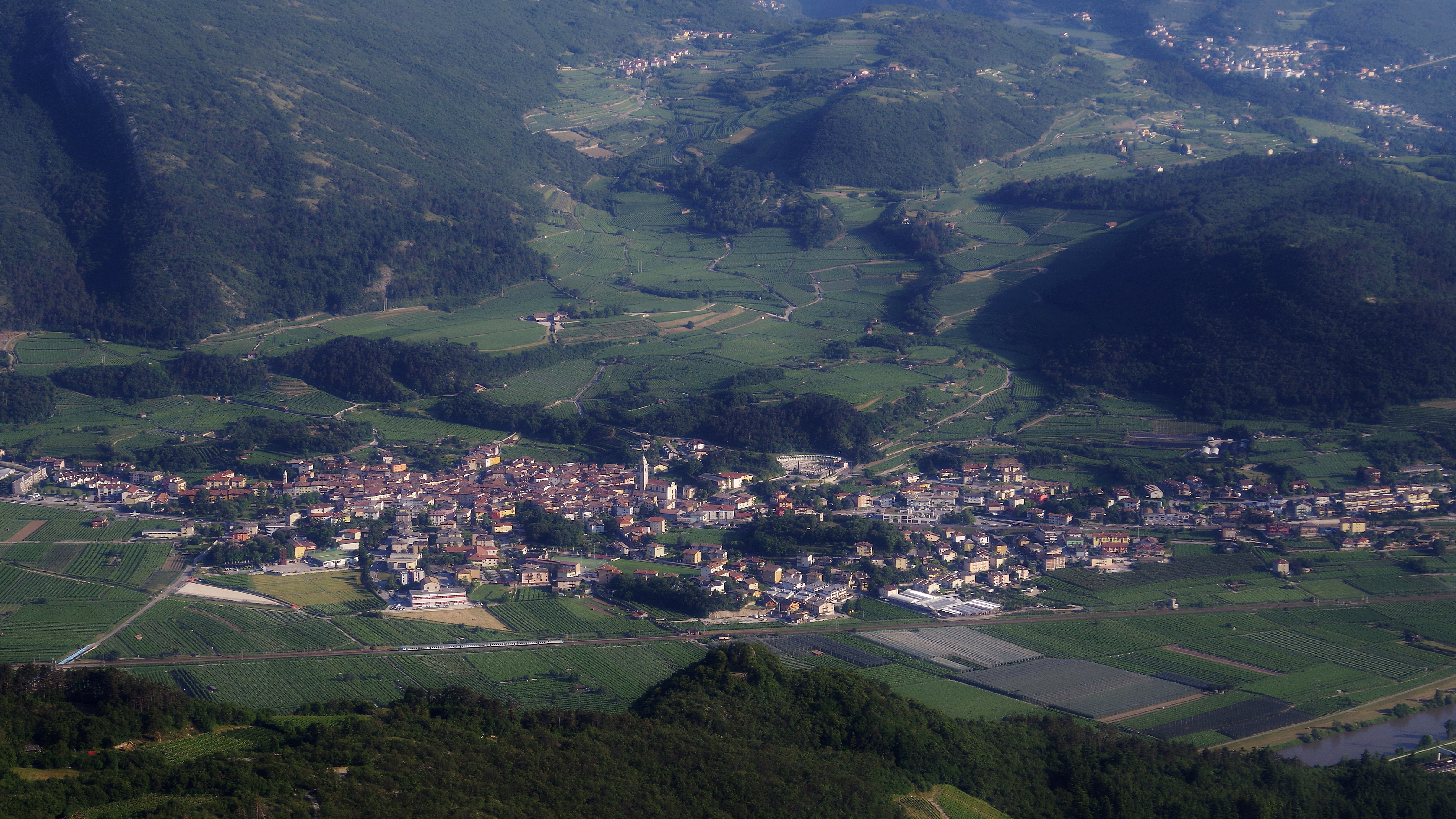
Volano vista dall'alto nel 2014
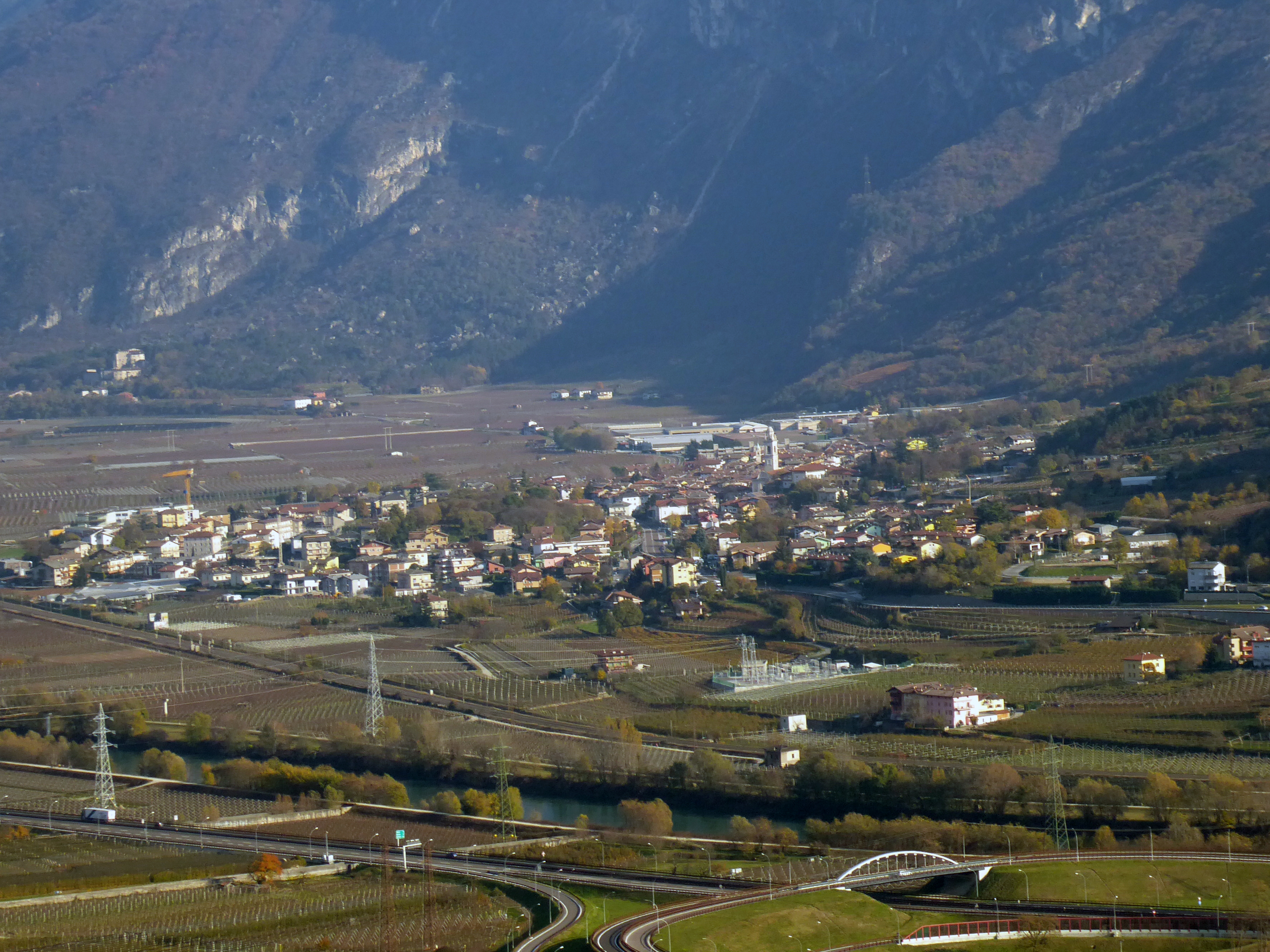
Volano from south west - 2020